# Wolf City
Wolf City è il quinto album del gruppo di krautrock tedesco Amon Düül II.
Rispetto ai primi tre album risulta più convenzionale, ma anche più compatto e mostra una produzione superiore. La prima traccia Surrounded by the Stars è la più lunga del disco e una delle migliori con in evidenza la voce di Renate Knaup e il violino di Karrer. Notevoli anche Wie der Wind am Ende einer Strasse con ospiti musicisti indiani e Jail-House-Frog introdotta dalla chitarra di Fichelscher.

## Tracce
1. Surrounded by the Stars – 7:44
2. Green Bubble Raincoated Man – 5:03
3. Jail-House-Frog – 4:50
4. Wolf City – 3:18
5. Wie der Wind am Ende einer Strasse – 5:42
6. Deutsch Nepal – 2:56
7. Sleepwalker's Timeless Bridge – 4:54

## Formazione
- John Weinzierl - chitarre
- Lothar Meid - basso, tastiere, voce
- Daniel Fichelscher - percussioni, chitarre, voce
- Falk-Ulrich Rogner - tastiere
- Renate Knaup-Krötenschwanz - voce
- Chris Karrer - violino, chitarre, sassofono

### Musicisti ospiti
- Jimmy Jackson - tastiere
- Olaf Kübler - sassofono, voce
- Peter Leopold - sintetizzatori, voce
- Al Sri Al Gromer - sitar
- Pandit Shankar Lal - tablas
- Liz van Neienhoff - tamboura
- Paul Heyda - violino
- Rolf Zacher - voce